# Сон
Сон (енгл. Son) је река која протиче кроз Индију. Дуга је 780 km. Улива се у Ганг.